# Frank Wykoff
Frank Clifford Wykoff (født 29. oktober 1909 i Des Moines, Iowa, død 1. januar 1980 i Altadena, Californien) var en amerikansk atlet, som deltog tre olympiske lege i 1920'erne og 1930'erne og den første sprinter, der vandt tre guldmedaljer i stafetløb.

## Idrætskarriere
Wykoffs første store præstation kom, da han som 18-årig high school-elev besejrede Charlie Paddock i begge sprintdiscipliner ved et udtagelsesstævne til OL 1928 i Amsterdam. Han kom derfor med til legene, hvor han først blev nummer fire i 100 m-løbet. Han var desuden med på det amerikanske stafethold i 4 x 100 meterløb. Efter at have vundet deres indledende heat mødte amerikanerne det andet favorithold, Tyskland i finalen, og de to hold lå meget lige, indtil tyskerne ved sidste skift mistede moment, så amerikanerne kunne sikre sig guldet i 41,0 sekunder, hvilket var en tangering af verdensrekorden. De øvrige amerikanske løbere var Hank Russell, Jimmy Quinn og Charley Borah. Tyskland fik sølv med 41,2 sekunder og Storbritannien bronze med 41,8 sekunder.
I 1930 løb han 100 yards på 9,4 sekunder, hvilket var ny verdensrekord. Han vandt flere amerikanske mesterskaber og collegemesterskaber i årene 1928-1932.
Ved OL 1932 i Los Angeles stillede han kun op i 4 x 100 m-stafetten, hvor otte nationer deltog. Denne gang var de øvrige amerikanere Bob Kiesel, Emmett Toppino og Hector Dyer (de tre bedste amerikaner fra de individuelle løb blev her sparet), og de vandt sikkert deres indledende heat i ny verdensrekordtid på 40,6 sekunder. I finalen forbedrede de rekorden til 40,0 sekunder og vandt derfor sikkert guld, næsten et sekund foran Tyskland på andenpladsen, mens Italien blev nummer tre.
Wykoff deltog endnu engang i OL i 1936 i Berlin, hvor han også stillede op individuelt på 100 m og igen blev nummer fire (blandt andet overgået af hans landsmænd Jesse Owens og Ralph Metcalfe). I 4 x 100 m-stafetten deltog femten nationer, og amerikanerne forventedes at stille med Wykoff, Foy Draper, Marty Glickman og Sam Stoller, men de to sidstnævnte var jødiske, og den amerikanske træner valgte (uvist hvorfor) at erstatte dem med Owens og Metcalfe. De tangerede derpå verdensrekorden i indledende heat, og i finalen forbedrede de den til 39,8 sekunder, hvormed Wykoff fik sin tredje OL-guldmedalje og tredje verdensrekord.

## Videre karriere
Efter at have taget sin eksamen blev Wykoff direktør for specialskolerne i Los Angeles County i en årrække.